# Supernova 2025
Die 10. Supernova fand am 8. Februar 2025 statt und diente als lettischer Vorentscheid für den Eurovision Song Contest 2025 in Basel (Schweiz).

## Format

### Konzept
Die öffentlich-rechtliche Fernsehgesellschaft Latvijas Televīzija (LTV) bestätigte am 16. Juli 2024 ihre Teilnahme am Eurovision Song Contest 2025. Knapp eine Woche später, am 24. Juli, gab LTV bekannt, dass man erneut die Supernova als nationalen Vorentscheid nutzen werde.

### Beitragswahl
Zwischen dem 20. August und dem 21. Oktober 2024 konnten Beiträge bei LTV eingereicht werden. Es durften sich auch ausländische Texter und Komponisten am Wettbewerb mit Einreichungen beteiligen, wobei die Beiträge zu mindestens 50 Prozent von lettischen Staatsbürgern stammen mussten. Zudem fand zwischen dem 26. und 29. August 2024 ein Songwritingcamp in Riga statt.
Aus den eingereichten Beiträgen wird eine Jury, bestehend aus Vertretener der lettischen Musik-, Veranstaltungs- sowie Fernsehindustrie, als auch ausländischen Künstlern. Die Jury wird die Einreichungen anhand von Originalität, Arrangement, Message und Relevanz für die zeitgenössische Musikszene bewerten. Auch wird sie die Wettbewerbsfähigkeit am internationalen Musikmarkt sowie frühere Erfolge des Künstlers als auch dessen Chancen in der Zukunft berücksichtigen.
Insgesamt wurden 96 Beiträge eingereicht, was einem Rückgang von 12 gegenüber dem Vorjahr entspricht.

## Teilnehmer
Die Teilnehmer wurden am 20. November 2024 bekanntgegeben. Citi Zēni sowie Justs nahmen bereits 2022 bzw. 2016 am Eurovision Song Contest für Lettland teil. Grēta zog ihre Teilnahme am 28. Januar 2025 zurück, wodurch nur 19 Beiträge schlussendlich am Vorentscheid teilnahmen.

## Halbfinale
Das Halbfinale fand am 1. Februar 2025 statt.
| Platz | Startnr. | Interpret            | Lied Musik (M) und Text (T) | Sprache            | Übersetzung (inoffiziell)     |
| ----- | -------- | -------------------- | --- | ------------------ | ----------------------------- |
| 1–10  | 2        | Tepat                | Sadzejot M: Krišjānis Laizāns, Madara Dzene, Eduards Bariss, Enriko Luiss Korvisons-Rohass, Andris Žabris, Matīss Barons; T: Madara Dzene                                                               | Lettisch           | Übrigens                      |
| 1–10  | 6        | Citi Zēni            | Ramtai M: Toms Jēkabs Kagainis, Emmy Kristine Guttulsrud Kristiansen, Oscar Immanuel Mathisen, Mikus Frišfelds, Dagnis Roziņš; T: Jānis Pētersons, Dagnis Roziņš, Toms Jēkabs Kagainis, Mikus Frišfelds | Lettisch           |                               |
| 1–10  | 7        | Emilija              | Heartbeat M/T: Emilija Bērziņa, Niels Sakko, Kaiya Campbell | Englisch           | Herzschlag                    |
| 1–10  | 8        | Bel Tempo x Legzdina | The Water M: Andis Ansons, Jūlijs Melngailis, Elīza Legzdiņa; T: Elīza Legzdiņa, Jūlijs Melngailis | Englisch           | Das Wasser                    |
| 1–10  | 9        | PALÚ                 | Delusional M: Roberts Memmēns; T: Olga Palušina, Jorens Daugulis | Englisch           | Wahnhaft                      |
| 1–10  | 10       | The Ludvig           | Līgo M: Jānis Ķirsis, Ārijs Šķepasts; T: Jānis Ķirsis, Jēkabs Ludvigs Kalmanis | Englisch, Lettisch | Hochsommer                    |
| 1–10  | 12       | Chris Noah           | Romance isn’t Dead M: Krists Indrišonoks, Kristofer Harris; T: Krists Indrišonoks, Kristofer Harris, Joe Tennant                                                                                        | Englisch           | Romantik ist nicht tot        |
| 1–10  | 15       | Tautumeitas          | Bur man laimi M: Asnate Rancāne, Aurēlija Rancāne, Elvis Lintiņš, Laura Līcīte; T: Aurēlija Rancāne, Laura Līcīte, Asnate Rancāne, Gabriēla Zvaigznīte                                                  | Lettisch           | Bring mir Glück               |
| 1–10  | 18       | Sinerģija            | Bound By The Light M/T: Madara Fogelmane | Englisch, Lettisch | Vom Licht gefesselt           |
| 1–10  | 19       | Markus Riva          | Bigger Than This M: Markus Riva, Roman Nepomiashchyi; T: Markus Riva | Englisch           | Größer als das                |
| 11–19 | 1        | Marta                | Lovable M/T: Marta Grigale, Michaela Stridbeck, Joel Werner, Jānis Jačmenkins, Reinis Straume | Englisch           | Liebenswert                   |
| 11–19 | 3        | Justs                | Fit Right M: Justs Sirmais, Aluel Ayok-Loewenberg, Oskars Uhans, Rūdolfs Budze; T: Justs Sirmais, Aluel Ayok-Loewenberg, Oskars Uhans                                                                   | Englisch           | Passend                       |
| 11–19 | 4        | KoBra                | Zelts M/T: Katrīna Kovaļuka, Krišjānis Brasliņš | Lettisch           | Gold                          |
| 11–19 | 5        | Adelina              | Electric Love M: Adelina Jurevica, Nicolas Jirahos (Purple Juice); T: Adelina Jurevica | Englisch           | Elektrische Liebe             |
| 11–19 | 11       | LUKA                 | Stronger M/T: Philippus Jacob Kumerling, Kaspars Ansons, Elizabete Lukaševiča | Englisch           | Stärker                       |
| 11–19 | 13       | Toms Kalderauskis    | Domāju, tu nāc M: Toms Kalderauskis; T: Kate Elpo, Toms Kalderauskis | Lettisch           | Ich glaube du kommst          |
| 11–19 | 14       | Julianna             | Something in the Water M/T: Julianna Tīruma | Englisch           | Etwas im Wasser               |
| 11–19 | 16       | Rūta Dūduma          | Chemical M: Jēkabs Ludvigs Kalmanis, Tilde Wall, Rūta Dūduma-Ķirse; T: Tilde Wall | Englisch           | Chemisch                      |
| 11–19 | 17       | Katrīna Gupalot      | Scarlett Challenger M: Katrīna Gupalo, Edgars Vilcāns; T: Katrīna Gupalo | Englisch           | Scharlachroter Herausforderer |
| –     | –        | Grēta                | Monster M/T: Grēta Grantiņa, Emma Gale, Kristaps Ērglis, Jēkabs Ludvigs Kalmanis, Simon Davis | Englisch           | –                             |

 Teilnahme zurückgezogen

## Finale
| Platz | Startnr. | Interpret            | Lied Musik (M) und Text (T) | Sprache            | Übersetzung (inoffiziell) | Jury | Televoting | Televoting | Gesamt |
| Platz | Startnr. | Interpret            | Lied Musik (M) und Text (T) | Sprache            | Übersetzung (inoffiziell) | Jury | Stimmen    | Punkte     | Gesamt |
| ----- | -------- | -------------------- | --- | ------------------ | ------------------------- | ---- | ---------- | ---------- | ------ |
| 1     | 8        | Tautumeitas          | Bur man laimi M: Asnate Rancāne, Aurēlija Rancāne, Elvis Lintiņš, Laura Līcīte; T: Aurēlija Rancāne, Laura Līcīte, Asnate Rancāne, Gabriēla Zvaigznīte                                                  | Lettisch           | Bring mir Glück           | 8    | 61 028     | 10         | 18     |
| 2     | 10       | Emilija              | Heartbeat M/T: Emilija Bērziņa, Niels Sakko, Kaiya Campbell | Englisch           | Herzschlag                | 10   | 56 577     | 8          | 18     |
| 3     | 4        | Citi Zēni            | Ramtai M: Toms Jēkabs Kagainis, Emmy Kristine Guttulsrud Kristiansen, Oscar Immanuel Mathisen, Mikus Frišfelds, Dagnis Roziņš; T: Jānis Pētersons, Dagnis Roziņš, Toms Jēkabs Kagainis, Mikus Frišfelds | Lettisch           |                           | 12   | 22 562     | 6          | 18     |
| 4     | 6        | The Ludvig           | Līgo M: Jānis Ķirsis, Ārijs Šķepasts; T: Jānis Ķirsis, Jēkabs Ludvigs Kalmanis | Englisch, Lettisch | Hochsommer                | 5    | 69 933     | 12         | 17     |
| 5     | 1        | Chris Noah           | Romance isn’t Dead M: Krists Indrišonoks, Kristofer Harris; T: Krists Indrišonoks, Kristofer Harris, Joe Tennant                                                                                        | Englisch           | Romantik ist nicht tot    | 7    | 27 808     | 7          | 14     |
| 6     | 9        | Bel Tempo x Legzdina | The Water M: Andis Ansons, Jūlijs Melngailis, Elīza Legzdiņa; T: Elīza Legzdiņa, Jūlijs Melngailis | Englisch           | Das Wasser                | 6    | 15 047     | 4          | 10     |
| 7     | 2        | PALÚ                 | Delusional M: Roberts Memmēns; T: Olga Palušina, Jorens Daugulis | Englisch           | Wahnhaft                  | 4    | 6 309      | 3          | 7      |
| 8     | 7        | Markus Riva          | Bigger Than This M: Markus Riva, Roman Nepomiashchyi; T: Markus Riva | Englisch           | Größer als das            | 1    | 18 927     | 5          | 6      |
| 9     | 3        | Sinerģija            | Bound by the Light M/T: Madara Fogelmane | Englisch, Lettisch | Vom Licht gefesselt       | 3    | 6 184      | 2          | 5      |
| 10    | 5        | Tepat                | Sadzejot M: Krišjānis Laizāns, Madara Dzene, Eduards Bariss, Enriko Luiss Korvisons-Rohass, Andris Žabris, Matīss Barons; T: Madara Dzene                                                               | Lettisch           | Übrigens                  | 2    | 4 848      | 1          | 3      |